# Capella
Capella (Alfa Aurigae / α Aur / 13 Aurigae) es el nombre de la estrella más brillante de la constelación de Auriga, («El Cochero»), y la sexta más brillante del cielo. Es la estrella de primera magnitud más cercana al Polo Norte Celeste. Se encuentra a 42.2 años luz de distancia del Sol. 

## Nombre y mitología
Su nombre procede del latín capella (‘pequeña cabra’). También recibe los nombres árabes de Alhajoth (igualmente, ‘cabra’), y Al Rakib (‘conductor’), porque en los atardeceres y en las luces crepusculares era la primera estrella que se veía entre todas las que la rodeaban. En el antiguo acadio recibía el nombre de Dil-gan I-ku, la «Mensajera de la Luz», así como Dil-gan Babill, la «Estrella honorífica de Babilonia». Se han descubierto algunos templos celtas que se encontraban orientados de tal forma que recibían el primer rayo de Capella al salir esta. Los antiguos observadores le atribuyeron una coloración rojiza, del todo inexplicable. En la mitología hindú, Capella era Brahma Ridaya, simbolizando el corazón de Brahmā.
En la mitología griega se la conocía como el catasterismo de la Cabra (alfa Aurigae) y los Cabritos (zeta and eta Aurigae). Según los antiguos astrónomos, la Cabra está posada sobre el hombro izquierdo del Auriga y los dos Infantes o Cabritos reposan sobre su mano izquierda. Unos dicen que se trata de la cabra que amamantó al infante Zeus en Creta, o en Óleno, en el Peloponeso septentrional. Cuando Zeus ascendió al poder, mostró su gratitud colocándola en los cielos como una estrella de brillo excepcional. Según Ovidio, era propiedad de la ninfa Amaltea, y tenía dos cabritos (detalle claramente introducido para explicar el origen de los Cabritos del cielo, aunque Ovidio no los menciona). Otros decían que se trataba de la cabra Amaltea, propiedad de las hijas de Meliseo.
Museo, en cambio, relata otra versión mitológica. Rea confió el infante Zeus a Temis, y ésta se lo pasó a Amaltea, que era dueña de una cabra extraordinaria, pues era hijo de Helio, y los Titanes habían quedado tan aterrorizados por su aparición (al parecer debido a la blancura cegadora de su pelaje) que habían pedido a Gea que la escondiera en una cueva de Creta. Estaba a cargo de Amaltea, que amamantaba a Zeus con su leche. Cuando Zeus alcanzó la mayoría de edad y estaba a punto de iniciar su guerra contra los Titanes, recibió un oráculo que le decía que saldría victorioso si utilizaba la temible e invulnerable piel de la cabra (es decir, como su égida) y fijaba en ella la cabeza de la Gorgona. Después de su victoria, Zeus cubrió los huesos de la cabra muerta con otra piel y la revivió, y luego la trasladó a los cielos como la Cabra; la égida fue entonces entregada a Atenea.

## Sistema estelar
Aunque Capella es una estrella cuádruple, primero se reconoció su condición de estrella doble a través de estudios espectroscópicos y luego (en 1919) con interferometría. La separación visual de estas componentes, A y B, no supera los 0.05 segundos de arco, correspondiendo a una separación real de 0.73 unidades astronómicas (au). Se mueven a lo largo de una órbita prácticamente circular con un periodo orbital de 104 días.
A 12 minutos de arco de A+B hay dos compañeras más tenues, denominadas C y D, que se encuentran a 11 000 au (0.17 años luz) del par principal, describiendo una órbita tan enorme que todavía no se ha podido completar por medio de las observaciones; un cálculo de primera aproximación para esta órbita arroja un periodo de unos 400 años. La separación media entre C y D es de unas 48.1 au.
El modelo que ofrece Capella puede asimilarse a dos esferas de 35 y 20 cm de diámetro separadas 3 m entre sí; a 40 km de la pareja principal se situarían dos esferitas de 2 cm, separadas entre sí 120 m.
El sistema forma parte de la corriente de las Híades.

## Características físicas

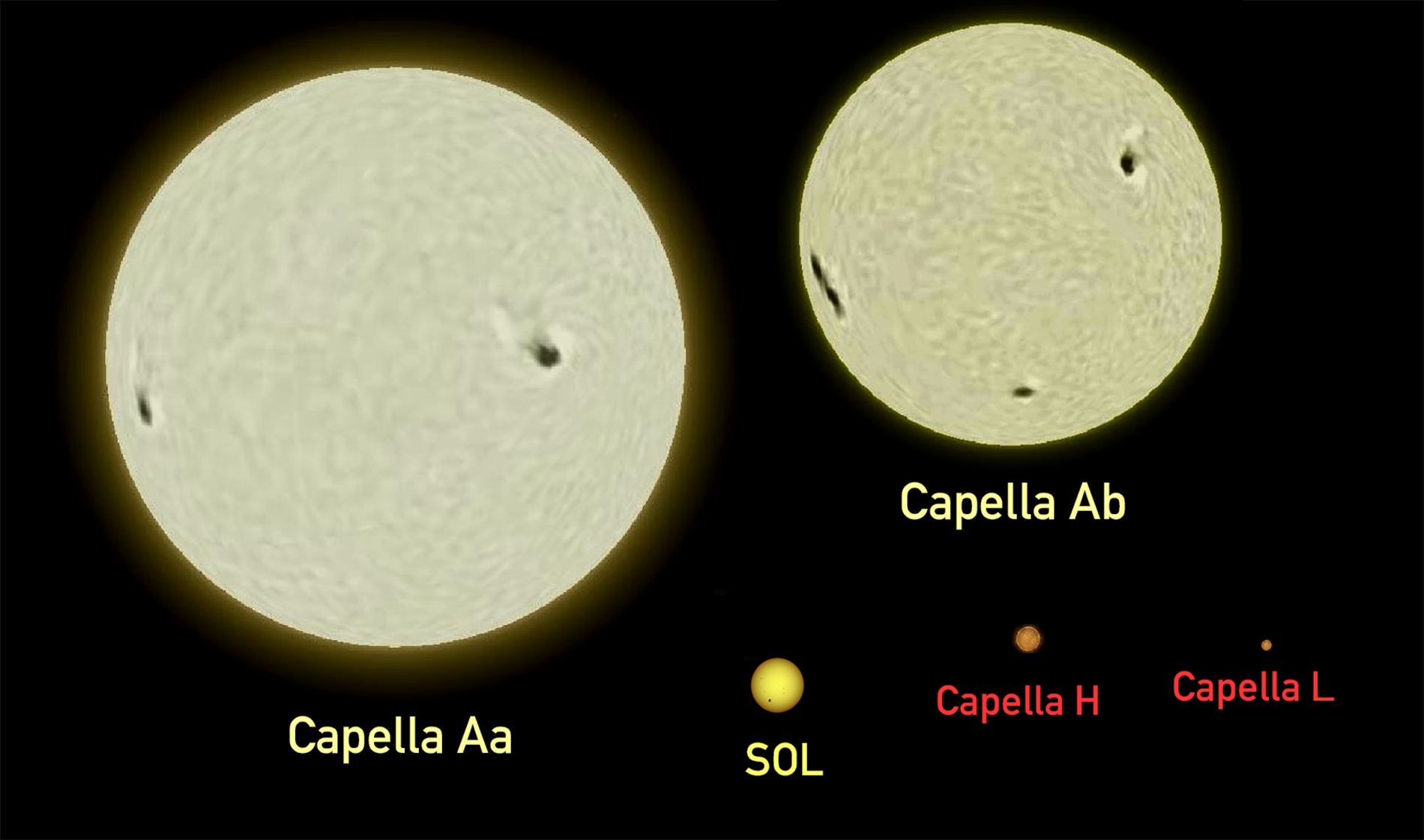
Tamaños comparativos de las cuatro componentes de Capella y el Sol.

Los dos astros principales del sistema, Capella A y Capella B, son estrellas gigantes amarillas con temperaturas superficiales similares a la del Sol; sus tamaños, sin embargo, son mucho mayores que el de este. La luz combinada de este par es la que origina, cuando se la observa a simple vista en la noche, el intenso color amarillo de Capella.
Capella A, de tipo espectral G8IIIe, tiene un radio 12.2 veces mayor que el radio solar y una masa de 2.7 masas solares. Con una luminosidad 78.5 veces mayor que la del Sol, su edad se estima en unos 525 millones de años. La baja abundancia de litio en su superficie indica que en su núcleo ha comenzado la fusión nuclear de helio en carbono. Asimismo, es una estrella variable de tipo RS Canum Venaticorum.
Capella B, de tipo espectral G1III, tiene un radio de 9 radios solares, una masa de 2.6 masas solares y una luminosidad 77.6 veces mayor que la del Sol. Su velocidad de rotación es mucho mayor que la de Capella A, por lo que su actividad cromosférica es mayor. Se piensa que está menos evolucionada que su compañera y que en su núcleo no ha comenzado aún la transformación de helio en carbono. De todos modos, ambas estrellas están ahora en el proceso de expandirse y enfriarse en su camino de transformación a gigantes rojas, lo que les tomará algunos millones de años.
Capella C y Capella D son dos enanas rojas de magnitudes 10 y 12 respectivamente. Capella C tiene tipo espectral M1V y, con un radio del 58 % del radio solar, su luminosidad es tan solo el 1.3 % de la del Sol. Capella D, de tipo M4-5V, es aún más pequeña y tenue, con una luminosidad que apenas alcanza el 0.05 % de la del Sol.

## Historia de su observación
Capella fue la estrella más brillante del cielo nocturno desde hace 210 000 años hasta hace 160 000 años, con una magnitud aparente de −1.8 aproximadamente. Con −1.1, Aldebarán era la más brillante antes de este periodo; ella y Capella estaban situadas bastante cerca una de otra en el cielo y se aproximaban a las estrellas polares boreales de la época.
Se cree que Capella aparece mencionada en una inscripción acadia del siglo XX a. C. Su simbolismo asociado a la cabra se remonta a Mesopotamia como constelación llamada «GAM», «Gamlum» o «MUL.GAM» en el documento MUL.APIN del siglo VII a. C. GAM representaba una cimitarra o un báculo y podía representar a la estrella sola o a la constelación de Auriga en su conjunto. Más tarde, los astrónomos beduinos crearon constelaciones que eran grupos de animales, donde cada estrella representaba un animal. Las estrellas de Auriga formaban un rebaño de cabras, una asociación también presente en la mitología griega. A veces se la denomina Estrella del Pastor en la literatura inglesa[39]. Capella se consideraba presagio de lluvia en la época clásica.

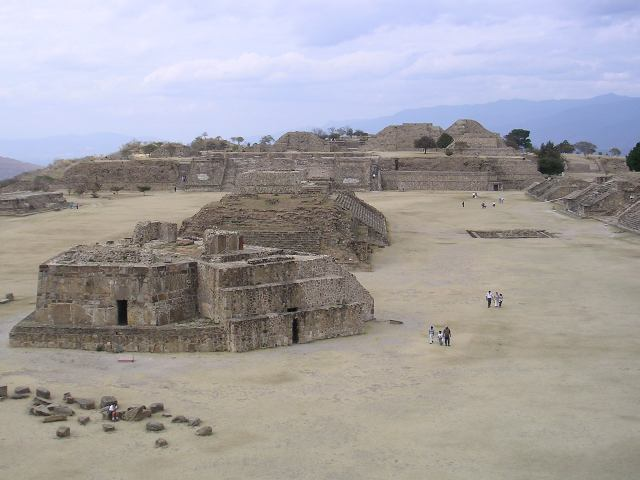
Edificio J (primer plano) de Monte Albán.

El Edificio J del yacimiento precolombino de Monte Albán, en el estado de Oaxaca (México), se construyó hacia el año 275 a. C., con una orientación diferente a la de otras estructuras del complejo. Sus escalones están alineados perpendicularmente a la subida de Capella en aquella época, de modo que una persona que se asomara a una puerta del edificio la habría mirado directamente. Capella es importante porque su salida helíaca tuvo lugar un día después de que el Sol pasara directamente por encima de Monte Albán.

### Estado binario
El profesor William Wallace Campbell del Observatorio Lick anunció que Capella era binaria en 1899, basándose en observaciones espectroscópicas -observó en placas fotográficas tomadas entre agosto de 1896 y febrero de 1897 que un segundo espectro aparecía superpuesto al primero, y que se producía un desplazamiento Doppler hacia el  violeta en septiembre y octubre y hacia el rojo en noviembre y febrero, lo que demostraba que los componentes se acercaban y alejaban de la Tierra (y, por tanto, orbitaban entre sí). Casi simultáneamente, el astrónomo británico Hugh Newall había observado su espectro compuesto con un espectroscopio de cuatro prismas acoplado a un telescopio de 25 pulgadas (63.5 cm) en Cambridge en julio de 1899, concluyendo que se trataba de un sistema estrella binaria.
Muchos observadores intentaron discernir las estrellas componentes sin éxito. Conocida como «La amiga del interferometrista», fue resuelta interferométricamente por primera vez en 1919 por John Anderson y Francis Pease en el Observatorio del Monte Wilson, quienes publicaron una órbita en 1920 basada en sus observaciones. Esta fue la primera medición interferométrica de cualquier objeto fuera del Sistema Solar. En 1994 se publicó una órbita de alta precisión basada en observaciones del interferómetro estelar Mark III, de nuevo en el Observatorio del Monte Wilson. Capella también se convirtió en el primer objeto astronómico del que se obtuvieron imágenes mediante un interferómetro óptico de elementos separados cuando lo hizo el Cambridge Optical Aperture Synthesis Telescope en septiembre de 1995.
En 1914, el astrónomo finlandés Ragnar Furuhjelm observó que la binaria espectroscópica tenía una débil estrella compañera que, como su movimiento propio era similar al de la binaria espectroscópica, probablemente estaba físicamente ligada a ella. En febrero de 1936, Carl L. Stearns observó que esta compañera parecía ser doble de sí misma; esto fue confirmado en septiembre de ese año por Gerard Kuiper. Este par se designa Capella H y L.

## Distancia
Basándose en un desplazamiento anual de paralaje de 76.20  miliarcosegundos (con un margen de error de 0,46 miliarcosegundos) medido por el satélite Hipparcos, se estima que este sistema se encuentra a 42.8 año luz (13.12 pc) de la Tierra, con un margen de error de 0.3 años luz (0.09 pc). Un método alternativo para determinar la distancia es a través de la paralje orbital, que da una distancia de 42.92 año (13.16 pc) con un margen de error de sólo el 0.1 %. Se estima que Capella estuvo un poco más cerca del Sistema Solar en el pasado, pasando a una distancia de 29 años luz hace unos 237 000 años. A esta distancia, habría brillado a una magnitud aparente −0.82, comparable al  Canopus actual.
En un artículo de 1960, el astrónomo estadounidense Olin J. Eggen concluyó que Capella era miembro del grupo móvil de las Hyades, un grupo de estrellas que se mueven en la misma dirección que el  cúmulo de las Hyades, tras analizar su movimiento propio y paralaje. Los miembros del grupo tienen una edad similar, y las que son unas 2.5 veces más masivas que el Sol han salido de la secuencia principal tras agotar las reservas de hidrógeno de su núcleo y se están expandiendo y enfriando hasta convertirse en gigantes rojass.